# Barathre
Le Barathre (en grec ancien : βάραθρον / bárathron) est une fosse, un ravin ou un gouffre d'Athènes, sur le territoire de la tribu des Œnéides (bourg des Céraïdes). Y étaient précipités les condamnés à mort à l'époque de la Grèce antique. Il est assimilé au Céadas de Lacédémone, et parfois même confondu avec lui.

## Suppliciés au Barathre
- Miltiade, vainqueur de la bataille de Marathon[3] (finalement jeté en prison)[4].
- Dans son opposition à Thémistocle, Aristide déclare que les Athéniens ne pourraient sauver la République athénienne « à moins qu'ils ne le jetassent avec Thémistocle dans le Barathre »[2].